# Orbit (жевательная резинка)

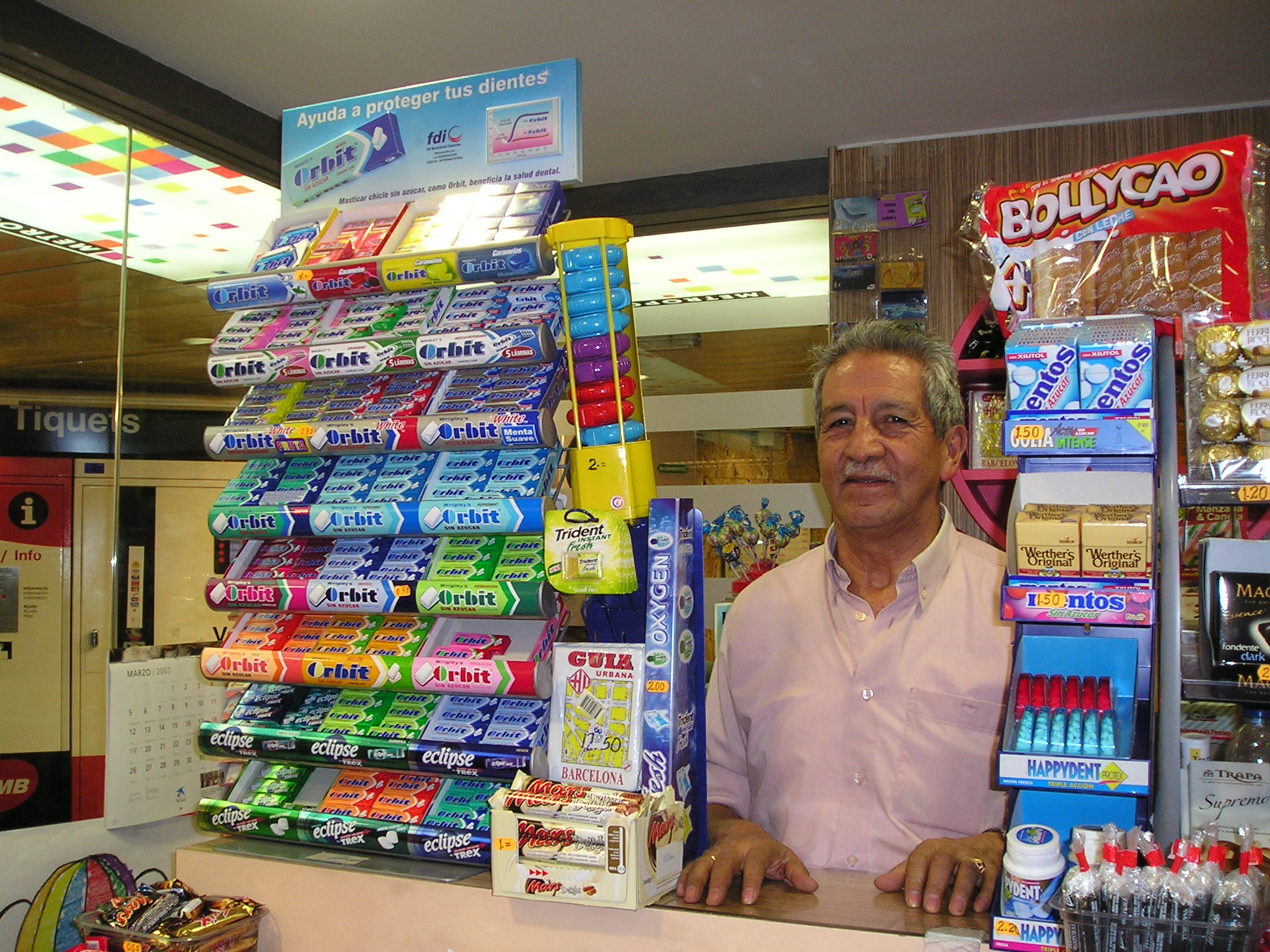
Стенд с жевательными резинками Orbit в магазине Барселоны (2007)

Orbit (произносится «о́рбит») — марка жевательной резинки без сахара в виде подушечек и пластинок. Производится компанией Wrigley.

## История
Orbit был первоначально выпущен в 1899 году.
В 1941 году из-за экономических трудностей (а значит, и нехватки качественных ингредиентов), связанных со вступлением США во Вторую мировую войну, американская компания Wrigley прекратила массовое производство таких сортов жевательной резинки, как Juicy Fruit, Wrigley’s Spearmint и Doublemint, заменив их более дешёвым Orbit. В его состав входил сахар, а значит, жвачка была вредна для зубов. В 1946 году выпуск Orbit был прекращён (как тогда считали — навсегда), а довоенные марки вернулись.
Однако в 1970-х годах компания вернулась к старому бренду. В 1976 году его запустили в ФРГ, в 1977 году — в Великобритании.

## Галерея

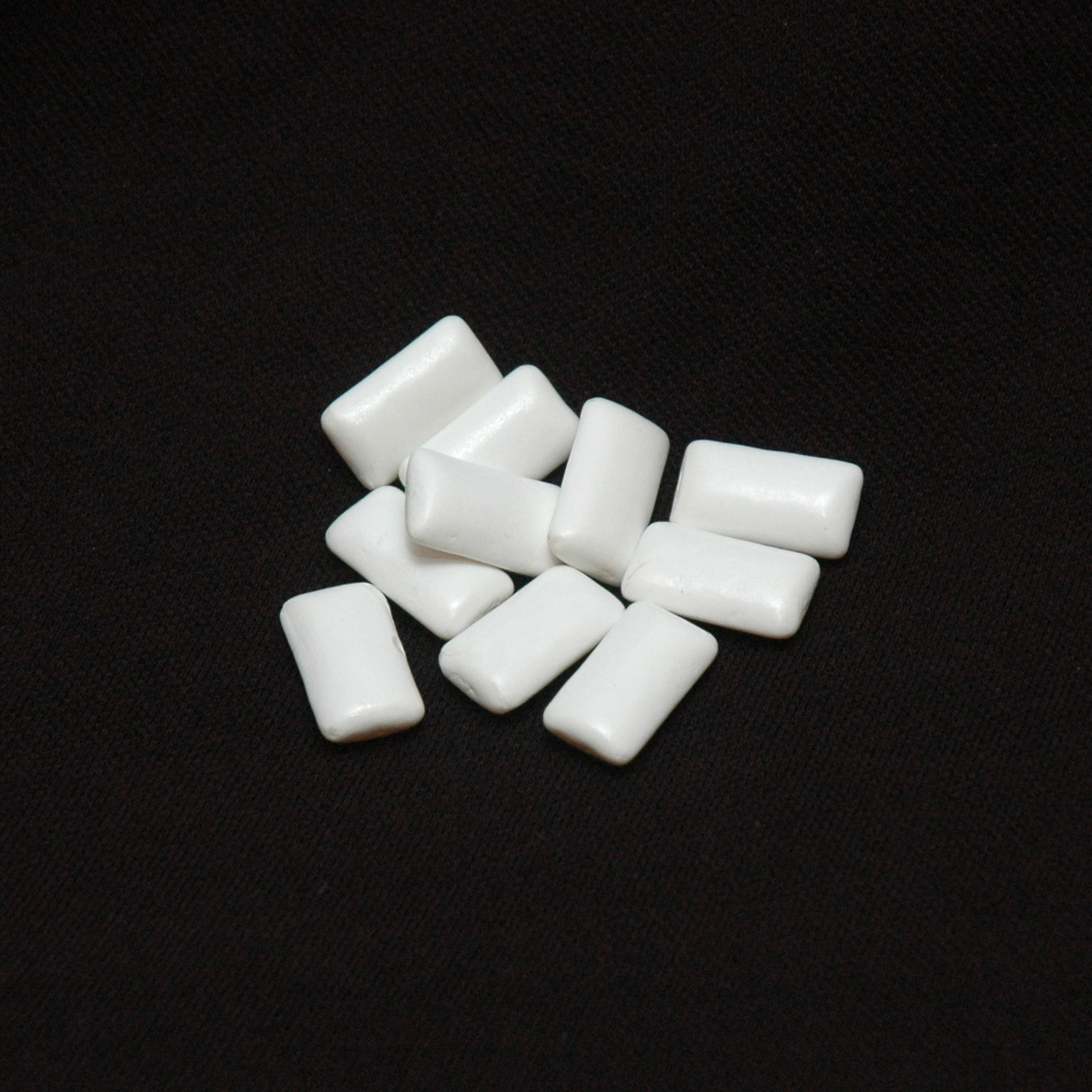
Подушечки Orbit
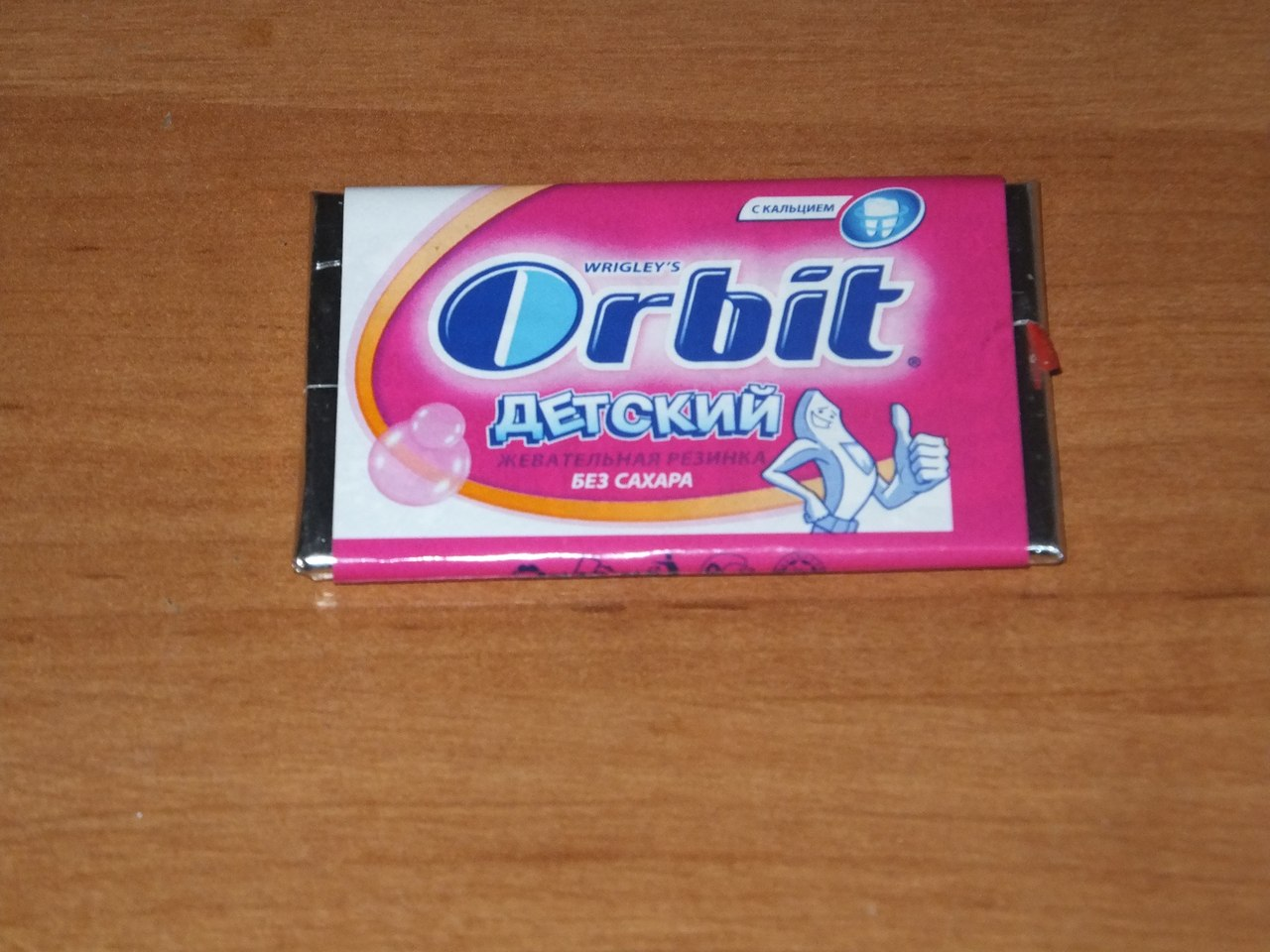
Детский Orbit (в пластинках) (Россия, дизайн образца 2011—2014 годов)